# Charles Anderson (jeździec)
Charles Howard Anderson (ur. 24 października 1914 w Westminster, zm. 27 marca 1993 we Frankfurcie) – amerykański jeździec sportowy. Złoty medalista olimpijski z Londynu.
Startował we Wszechstronnym Konkursie Konia Wierzchowego. Igrzyska w 1948 były jego jedyną olimpiadą. W konkursie indywidualnym zajął czwarte miejsce, triumfował w drużynie. Partnerowali mu Frank Henry i Earl Foster Thomson.
Był zawodowym wojskowym. W 1938 ukończył West Point, brał udział w II wojnie światowej.